# David Zilberman
David Zilberman (ur. 6 grudnia 1982) – kanadyjski zapaśnik walczący w stylu wolnym. Olimpijczyk z Pekinu 2008, gdzie zajął czternaste miejsce w wadze 96 kg.
Dwukrotny uczestnik mistrzostw świata, piąty w 2006. Brązowy medalista na mistrzostwach panamerykańskich w 2003 i 2008. Drugi na akademickich mistrzostwach świata w 2004 i 2006. Wicemistrz Wspólnoty Narodów w 2005 roku. Zawodnik McGill University i Concordia University.